# Goraman
Goraman, nome d'arte di Gora Diop (Saint-Louis, 1º giugno ...), è un cantante senegalese.

## Goraman
Goraman, nome d'arte di Gora Diop, nasce in Senegal a Saint Louis il 1º giugno, ma vive da diversi anni in Italia (a Novara). La sua carriera artistica comprende opere da cantautore,reggae soul dancehall r&b e hip hop.

## Biografia
La sua prima esperienza musicale si realizza all'interno di un gruppo affermato reggae "I Rastaflow" (tributo a Bob Marley e brani inediti) all'età di 14 anni , come tastierista e Cantante.Dopo questa prima collaborazione, Goraman abbandona il gruppo per intraprendere la carriera da solista. La sua fama accresce giorno dopo giorno, soprattutto nel mondo dell'hip hop R&B reggae dancehall nazionale. Le sue sonorità, tuttavia, viaggiano anche su altri generi, come il Soul e Pop.
Molti suoi brani sviluppano una dimensione sociale, trattando anche il tema dell'immigrazione e raccontando i disagi, la solitudine ed il desiderio di integrazione. Un esempio per tutti, il brano "Wu cumprà". Goraman non dimentica tuttavia le sue origini ed in molti brani comunica utilizzando la lingua italiana mescolata all'idioma senegalese, francese e wolof, come in "Yaye", canzone dedicata alla madre.
Goraman ha radunato una crew, un gruppo di artisti composto da nigeriani, brasiliani e italiani: un mix italo-straniero, che insieme a Goraman è un'istituzione per l'hip hop reggae dancehall locale. Goraman ha organizzato concerti ed eventi in molti locali e la   carica di direttore artistico al Lollipop club.
2020
Goraman torna dopo qualche anno con il progetto "Bob Marley is back" una cover band non solo di Marley ma anche di altri artisti reggae dancehall.
Goraman & Easy reggae band sono la tribute band di Bob Marley che più reincarnano lo spirito e il sound del grande Robert Nesta Marley. Un collettivo di 3/6 musicisti tutti estremamente talentuosi ed appassionati, assicurano un risultato live assolutamente coinvolgente.
Progetto 
"Bob Marley is back"
Goraman Easy Reggae band:
Goraman lead voce
Max roots basso 
Fra chitarra
Gibo batteria 
Edo percussioni
Libe tastiera
Goraman & Reggae Guyz Aka GRG
Marley Acoustic show
Goraman voice 
Fra chitarra 
Edo percussioni

## Premi e riconoscimenti
Popolare Network l'ha eletto «artista straniero 2009»

## Discografia
- 2008 - My flow - Primo album, contiene 18 brani (tra cui "Yaye feat DanT", "Wu cumprà feat Esa", " Come lo muovi feat Tormento"  "Non ho bisogno ", "Lo straniero" "Fuoco feat Big Family", " Sogni feat Livio")
- 2009 - Primo singolo "Wu Cumprà feat Esa"
- 2011 - "In quale mondo vivi" - Secondo album, contiene 9 tracce (tra cui "Welcome to my World","In quale mondo vivi feat Agenero", "Sei tu feat Mulino" ed un brano dedicato al dramma di Haiti feat Mistiq).